# Stephania brevipedunculata
Stephania brevipedunculata là một loài thực vật có hoa trong họ Biển bức cát. Loài này được C.Y. Wu & D.D. Tao miêu tả khoa học đầu tiên năm 1985.